# Robert Odén
Per Robert Odén (tidigare Johansson), född 26 januari 1984, är en tidigare handbollsspelare, som spelade vänstersexa i anfall. Han är gift med Ida Odén, som också är handbollsspelare.

## Karriär
Robert Odén (då Johansson) spelade under elva säsonger för IK Sävehof, 2003–2013, och vann SM-guld med klubben fem gånger. Sävehof är hans moderklubb och den enda klubb han representerade. 2013 bestämde han sig för att sluta spela handboll. 

## Landslag
- J-landslag 26 landskamper 99 mål
- U-landslag 40 landskamper 152 mål
- A-landslag 10 landskamper 16 mål [4] (VM-reserv 2011)

## Meriter
- U21-VM-guld 2003 med Sveriges U21-landslag
- 5 SM-guld med IK Sävehof (2004, 2005, 2010, 2011, 2012)